# Planinska koča Merjasec na Voglu
Planinska koča Merjasec na Voglu (1535 m n. m.) je horská chata, která stojí na Rjave skale na planině u horní stanice lanovky z Ukance. Chatu postavil na podzim roku 1996 Borut Kokelj z Radovljice a byla otevřena 15. prosince 1996. Pojmenována byla podle trofeje kance o váze 215 kg a živého kance v kotci u chaty.

## Historie
Na místě chaty stál od roku 1934 Skalaški dom Turistického klubu „Skala“ z Lublaně, který za 2. světové války vyhořel.

## Přístup
- od restaurace Viharnik na horní stanici lanovky z Ukance na Vogel – 5 minut
- po  červené značce od dolní stanice lanovky v Ukanci – 3¾ hodiny
- po  červené značce z Ribčeva Lazu – 4 hodiny

## Přechody
- po  červené značce na Okrepčevalnici Orlove Glave – ¾ hodiny
- po  červené značce na Koču pri Savici přes Ukanc – 3¼ hodiny

## Výstupy
- po  červené značce na Šiju (1880 m) – 1½ hod.
- po  červené značce na Vogel (1922 m) – 2 hod.
- po  červené značce na Vrh Planje (1863 m) – 3 hod.
- po  červené značce na Rodici (1966 m) – 3¼ hod.